# Dodhara
Dodhara (nep. दोधारा) – gaun wikas samiti w zachodniej części Nepalu w strefie Mahakali w dystrykcie Kanchanpur. Według nepalskiego spisu powszechnego z 2001 roku liczył on 2932 gospodarstw domowych i 18 556 mieszkańców (9109 kobiet i 9447 mężczyzn).